# Sérgio Ricardo
Sérgio Ricardo, nome artístico de João Lutfi (Marília, 18 de junho de 1932 – Rio de Janeiro, 23 de julho de 2020), foi um músico, compositor, cineasta e cantor brasileiro, tendo trabalhado também como ator e diretor de cinema. Participou de diversos movimentos culturais como Bossa Nova, Cinema Novo, Canção de Protesto e Festivais de Música Brasileira.

## Biografia
Filho de Abdalla Lutfi e Maria Mansur, tem ascendência síria pelo lado paterno e materno. Seu pai nascera na Síria em 1907 e sua mãe era filha de sírios, mas nascida em Igarapava em 1912.
Aos oito anos, começou a estudar piano no conservatório de sua cidade natal. Aos dezessete anos mudou-se para São Vicente, onde trabalhou como operador de som e discotecário, na Rádio Cultura, e como pianista nas boates Savoi e Recreio Prainha. Mudou-se para o Rio de Janeiro em 1952 para trabalhar como locutor na Rádio Vera Cruz. Conseguiu um emprego como pianista junto à banda da boate Corsário, na Barra da Tijuca, e com o salário ganho comprou seu primeiro piano. Mais tarde, seu colega Newton Mendonça lhe informou sobre uma vaga de pianista na boate Posto 5, em Copacabana, que abriria com a saída de Tom Jobim, o qual estava indo trabalhar como arranjador na Continental. Sérgio fez um teste e assumiu a vaga, iniciando longos anos de trabalho na noite carioca e assim fazendo amigos como Tom Jobim, João Gilberto e Johnny Alf. Como pianista em uma época em que os músicos profissionais eram muito requisitados, Sérgio trabalhava diariamente nas melhores boates do Rio, São Paulo e Santos.
Ainda como João Lutfi compôs muitas canções para piano, passando a escrever letras e cantá-las, incentivado por Eunice Colbert, dona da boate Chez Colbert, onde ao longo de um ano Sérgio se apresentou. Tornou-se notável como compositor quando a cantora Maysa foi até a boate Dominó para ouvir sua mais recente canção, "Buquê de Isabel", pedindo-lhe para gravá-la em seu segundo disco. Dessa fase das boates ficou o registro do primeiro LP, "Dançante Nº 1", lançado pela Continental em 1958. Sua primeira gravação como cantor saiu em um disco 78 rotações pela RGE, com uma canção de Geraldo Serafim, "Vai Jangada", muito tocada no rádio. Logo em seguida vieram mais duas, "Cafezinho" e "Amor Ruim". Em São Paulo, acompanhando o gaitista Chade em uma apresentação na TV Tupi, Sérgio foi convidado pelo diretor artístico Teófilo de Barros para virar ator da emissora, com a condição de mudar seu nome para Sérgio Ricardo. Embora relutante, ele aceitou o convite e passou a intercalar os trabalhos de ator e pianista na noite. Estrelou como galã no musical "Música e Fantasia", atuou em "O Direito da Mulher" e fez alguns papeis em novelas de rádio e televisão. Seu rosto ficou conhecido na TV Rio, atuando em novelas como "Está Escrito no Céu" e "Mulher de Branco", dirigidas por Carla Civelli, a qual também colocou Sérgio para atuar no Grande Teatro Tupi, encenando peças de autores consagrados como Pedro Anísio. Sérgio também trabalhou na TV Vanguarda (SP) e na TV Continental (RJ), onde foi convidado a apresentar o programa "Balada", cujo tema era Bossa Nova.
Em 1958, Miele apresenta Sérgio a João Gilberto na casa de Nara Leão, onde se integra ao movimento musical que estava surgindo. Como integrante da Bossa Nova desde seu surgimento, Sérgio Ricardo foi um dos primeiros a gravar um LP nesse estilo, "A Bossa Romântica de Sérgio Ricardo" (Odeon), contendo apenas canções 
próprias. Seu maior sucesso no disco, a canção "Zelão", protagonizou a polêmica em torno da falta de engajamento social em grande parte das composições bossanovistas, motivo que levou Sérgio a deixar o movimento.
Em 1961, após ter acumulado experiência em televisão e ter lançado um segundo disco de Bossa Nova, "Depois do Amor", Sérgio partiu para rodar seu primeiro curta-metragem, "Menino da Calça Branca", que o colocou dentro do movimento conhecido como Cinema Novo, manifesto político/estético que se espalhou pelo mundo. Por este filme, ele recebeu o prêmio Governador do Estado da Guanabara (1963) e o Prêmio Berimbau de Prata (I Festival de Cinema da Bahia). Em 1962, ele foi convidado pelo serviço diplomático brasileiro do Itamaraty, para representar o Brasil nos festivais de cinema de São Francisco (EUA) e Karlovy Vary (Checoslováquia).
Em 21 de novembro de 1962, Sérgio tocou no histórico Festival da Bossa Nova, no Carnegie Hall. Ele ficou em Nova Iorque por 8 meses, procurando um produtor para "Menino da Calça Branca" e tocando ao vivo em boates como o Village Vanguard, onde revezava o palco com Herbie Mann e Bola Sete. De Nova Iorque, ele foi para a Riviera Francesa, seguindo convite para passar uma temporada de apresentações musicais. De volta ao Brasil, é levado para os estúdios da Philips, por seu produtor Aloysio de Oliveira, para gravar seu terceiro LP, "Um Senhor Talento". Ao todo, 12 composições novas, entre elas: "Folha de Papel", "Esse Mundo é Meu", "Enquanto a Tristeza não Vem", "Barravento" e "A Fábrica".
Em 1963, Sérgio compôs a trilha sonora para o filme "Deus e o Diabo na Terra do Sol", um dos filmes brasileiros mais importantes de todos os tempos, com letra e direção de Glauber Rocha. A trilha saiu em LP homônimo no ano seguinte, junto com o filme, e Sérgio ganhou o prêmio de melhor trilha para cinema pela Comissão Estadual de Cinema de São Paulo pelo trabalho. Ainda em 1963, seu amigo Chico de Assis o convidou para participar do CPC-UNE (Centro Popular de Cultura da União Nacional dos Estudantes). Lá, ele compõe a trilha sonora para uma peça de Carlos Estevão, atua nos shows habituais e se integra ao movimento, atuando em universidades, favelas e portas de fábricas, usando a música como meio de conscientização.
Em 1964, lançou o filme "Esse Mundo é Meu", com atuação do próprio Sérgio em paralelo a Antonio Pitanga, e com montagem de Ruy Guerra. O filme foi considerado como um dos mais importantes do ano pelo crítico Luc Moullet, da revista francesa especializada Cahiers du Cinéma. Novamente o Itamaraty o convidou para representar o Brasil nos festivais de cinema do Líbano e de Gênova. Durante o primeiro, Sérgio foi convidado pelo governo libanês para dirigir o filme "O Pássaro da Aldeia", o qual ficou retido pela censura daquele país, porque abordava o tema da emigração. Em 1965, de volta a São Paulo, ganhou o prêmio de melhor filme no festival de Marília e transformou seu filme numa peça de teatro, dirigida por Chico de Assis no Teatro de Arena, onde o cantor e compositor Toquinho foi revelado. Em 1966, de volta ao Rio, compõe sobre piano a trilha de "Terra em Transe", outro marco na filmografia de Glauber Rocha, o qual passou a estimular Sérgio a escrever para orquestra.
Em 1967, lançou o disco "A Grande Música de Sérgio Ricardo" (Philips), contendo composições inéditas e trilhas que fizera para Glauber Rocha, Chico de Assis e Joaquim Cardozo. Este último é autor da peça "O Coronel de Macambira", encenada por Amir Haddad no Teatro Universitário Carioca (TUCA), onde se tocou originalmente a canção "Bichos da Noite", que aparece no filme "Bacurau" (Kleber Mendonça Filho e Juliano Dornelles, 2019).
Entre os Festivais de Música Brasileira, Sérgio ganhou o segundo lugar com “Romana”, no Festival Fluminense. Na TV Record, no III Festival da Canção de 1967, com a canção "Beto Bom de Bola" ele protagonizou o célebre episódio em que quebrou seu violão e o lançou sobre a plateia, motivado pelo som das vaias que o impedia de executar a canção no palco, sendo eliminado da final após o incidente. O fato é que a bela melodia tinha uma assimilação difícil e fez com que o público preferisse canções mais fáceis como "Maria, Carnaval e Cinzas", de Roberto Carlos. Seu grito desesperado "Vocês não estão entendendo nada” dá a entender que ele estava tentando apontar para a importância das letras, nas quais se expressava uma sutil e consciente mensagem: Beto Bom de Bola era um jogador de futebol fictício que alcançou a glória vencendo a Copa pelo Brasil em um jogo difícil, mas logo se tornou esquecido, solitário e quebrado. A segunda parte da canção, em que se fala da nostalgia do jogador através de versos terminados em -ura, rimando e chegando ao final da letra, em que se diz que "O mal também tem cura", remetem a uma posição crítica contra a ditadura. Outros festivais em que participou incluem a Bienal do Samba, com “Luandaluar”; Festival da TV Excelsior de São Paulo, com “Girassol”; Festival Internacional da Canção, com “Canto do Amor Armado”, no qual ficou entre os dez finalistas; e o IV Festival da Música Popular Brasileira, no qual ganhou o quinto lugar com “Dia da Graça”. 
Em 1968, estreou a peça "Sérgio Ricardo na Praça do Povo", dirigida por Augusto Boal. Em seguida, passou a apresentar um programa dirigido por Chico de Assis no horário nobre da TV Globo, às quartas-feiras, chamado "Sérgio Ricardo em tempo de avanço", mas não dura muito tempo e pede demissão após as recomendações insistentes de Boni para baixar o nível do programa. Ganhou outro programa para apresentar na TV Excelsior, com direção de Roberto Palmari, chamado "Pernas". Já em 1969, Sérgio trabalhou na trilha do filme "O Auto da Compadecida" (George Jonas), baseado na peça de Ariano Suassuna, e no ano seguinte, lançou o EP "Terra dos Brasis" com canções criadas para o filme homônimo de Maurice Capovilla. No mesmo ano, ele iniciou os trabalhos para o seu segundo longa-metragem, "Juliana do Amor Perdido", montado por Sylvio Renoldi e produzido por Jorge Ileli, que contratou Roberto Santos como corroteirista. O filme venceu duas Corujas de Ouro por melhor canção e melhor fotografia. concedidas pelo Instituto Nacional do Cinema, em 1970. 
Em 1971, Sérgio lançou o LP "Arrebentação" pelo selo Equipe, com arranjos de Theo de Barros. Criou e lançou em sociedade com o jornal O Pasquim um disco como encarte de jornal, batizado de "Disco de Bolso". Saíram duas edições: na primeira, havia Tom Jobim cantando a composição até então inédita, "Águas de Março", e do outro lado do disco havia o desconhecido João Bosco, interpretando "Agnus Sei", dele e de Aldir Blanc. Na segunda edição do Disco de Bolso, havia Caetano Veloso] com "A Volta da Asa Branca", e o novato Raimundo Fagner, com "Mucuripe". Com o fechamento do Pasquim, o projeto ficou inviável e a censura estava cada vez pior. Em 1972, a partir da apreensão de seu compacto "Aleluia", retirado das lojas de São Paulo por exaltar Che Guevara, e pelos cortes feitos em seu filme e em sua letra "Dia da Graça", além de frequentes intimações de esclarecimento, Sérgio percebeu que estaria na mira da censura em seus trabalhos futuros. Seu nome já embaraçava a autocensura das gravadoras, rádios e tevês, que viam a imagem de Sérgio sendo frequentemente citada em declarações ousadas contra o sistema, tanto de arrecadação de direito autoral quanto político, transformando o artista em um dos arautos da resistência, até chegar ao ponto em que suas canções foram proibidas definitivamente pela censura, no rádio e na TV. Assim entrou para o rol dos "malditos". Seu álbum de 1973, "Sérgio Ricardo" (Continental), criado nos fundos de sua casa na Urca em conjunto com os amigos Piri Reis, Cassio Tucunduva, Fred Martins, Franklin da Flauta e Paulinho Camafeu, trouxe a famosa canção "Calabouço". A capa do disco, feita por Caulos, mostrava uma tarja branca tampando a boca de Sérgio, motivo pelo qual foi intimado pelo DOPS a prestar esclarecimentos. Embora o disco continuasse circulando, sua execução pública foi proibida. Outra canção do disco, "Canto Americano", teve a letra premiada em primeiro lugar no Athens Festival, na Grécia.
Em 1974, Sérgio empreendeu seu terceiro longa-metragem, "A Noite do Espantalho", no qual atuam os pernambucanos Alceu Valença e Geraldo Azevedo. Com produção de Otto Engels e coprodução de Plínio Pacheco, o filme foi montado por Sylvio Renoldi e fotografado por Dib Lutfi, irmão de Sérgio e fiel diretor de fotografia de seus filmes. O drama musical foi premiado pelo Instituto Nacional do Cinema, ganhando duas estatuetas da Coruja de Ouro, uma pela melhor fotografia e outra pela melhor trilha sonora, que saiu em LP pela Continental, apresentando os cordéis criados por ele mesmo, Sérgio Ricardo. Foi premiado também como melhor filme, melhor fotografia, melhor direção e melhor ator no I Festival de Cinema Brasileiro de Belém (1974). A censura tentou proibir o filme na época, mas voltou atrás diante do convite para a exibição hors concours na Quinzena dos Realizadores do Festival de Cannes. Sérgio acompanhou o filme na Europa e seguiu para os Estados Unidos, onde ocorreu a exibição no Festival de Nova Iorque. A crítica internacional considerou o filme como um dos 15 melhores do ano.
Ainda em 1974, ao lado de vários músicos como Aldir Blanc, Jards Macalé e Maurício Tapajós, Sérgio participou da fundação da SOMBRÁS, sociedade criada para representar os interesses dos músicos em relação aos direitos autorais. Em 1975, Sérgio foi convidado por Aloysio de Oliveira para participar da série de gravações da RCA, Música Popular Brasileira Espetacular. No mesmo ano, percorreu o circuito universitário do país com a peça "Ponto de Partida", dirigida por Gianfrancesco Guarnieri, lançando um compacto duplo com a trilha do espetáculo pela gravadora de Marcus Pereira. Em 1976, embora atrapalhados pela censura, Sérgio e o poeta Thiago de Mello (recém chegado do exílio) produziram o show "Faz Escuro Mas Eu Canto", dirigidos por Flávio Rangel com grande repercussão no Teatro Opinião. No mesmo ano, motivado a filmar a história de "Zelão", Sérgio comprou um barraco e um apartamento no Morro do Vidigal, onde montou seu ateliê. Passou a conviver com os moradores da favela e se engajou na luta contra a tentativa de remoção, conquistando a causa com a ajuda gratuita do prestigiado advogado Sobral Pinto. Neste meio tempo chamou seus amigos Chico Buarque, Gonzaguinha, Carlinhos Vergueiro e MPB4 para a realização do show "Tijolo por Tijolo", na concha acústica da UERJ, para angariar fundos para reerguer casas de moradores do Vidigal. Em 1977, ele concluiu a peça "Bandeira de Retalhos", que conta essa história.  Em 1979, lançou o disco "Do Lago à Cachoeira", dirigido por Maurício Tapajós e foi se apresentar no Festival de Varadero, em Cuba, tocando também em Havana, a convite de Chico Buarque. Eles encerravam os shows cantando "Corisco" ao lado de Carlinhos Vergueiro, Nara Leão, MPB4 e João Bosco.
Em 1980, de volta ao Brasil, lançou o disco "Flicts" com canções para a obra de seu amigo Ziraldo. No mesmo ano sai a coletânea "Juntos", em parceria com Geraldo Vandré. Em 1982, lançou seu primeiro livro de poemas, "Elo : Ela", com prefácio de Antonio Houaiss. Em 1983, foi lançado o LP "Estória de João Joana", com as canções que compôs para o cordel de Carlos Drummond de Andrade, gravadas pela Orquestra Sinfônica do Theatro Municipal do Rio de Janeiro, com orquestração de Radamés Gnattali e produção de Homero Ferreira. Em 1984, recebeu o incentivo do pintor Aberlardo Zaluar para frequentar seu ateliê em Niterói. Após o falecimento do amigo, em 1987, Sérgio foi morar na casa dele, em Itaipu, para dedicar-se à pintura.
Em 1990, o CCBB do Rio de Janeiro organizou uma semana dedicada à obra de Sérgio Ricardo em suas múltiplas linguagens, sendo o evento repetido em São Paulo pelo Museu da Imagem e do Som. Em 1991, ele lançou o livro “Quem Quebrou Meu Violão” (Editora Record). Em 1994, sai para uma turnê em países de língua portuguesa (Lisboa, Angola e Guiné Bissau), a convite do então embaixador em Portugal, José Aparecido de Oliveira. Em 1995, foi contratado pela TVE como diretor artístico do programa "Arte no Campus", dirigido por Demerval Netto, viajando por quatro regiões do país. Em 1996, ele compôs a trilha para as séries de TV "Zumbi dos Palmares" e "Homem Natureza", e para a novela Mandacaru, em 1997. Suas trilhas para o filme "O Lado Certo da Vida Errada" (Octávio Bezerra) ganharam o Prêmio Candango no Festival de Brasília (DF) e Sérgio foi com o diretor para Havana acompanhar o filme no festival de cinema local. Em 1998, começou a produzir o disco independente "Quando Menos Se Espera", com 6 composições novas e 4 releituras. Em 1999, comemorando 50 anos de carreira, estimulado por Ricardo Cravo Albin fez a segunda apresentação de "Estória de João Joana" no Theatro Municipal, produzida por Adonis Karan, com participações de Chico Buarque, Elba Ramalho, Alceu Valença, Zélia Duncan, Telma Tavares e sua filha Marina Lutfi.
Já no século XXI, esquecido pela mídia e vivendo com o pouco que rendiam os direitos autorais, Sérgio Ricardo reiniciou o movimento pela reforma do Escritório Central de Arrecadação e Distribuição através da internet, em 2011, conquistando a causa com grande adesão da classe. Anos depois, foi agraciado pela Cinemateca Brasileira com a restauração das cópias em 35 milímetros de seus filmes, os quais foram lançados em DVD pela Lume Filmes em 2014. A digitalização dos filmes permitiu a concepção de um novo show audiovisual dirigido por sua filha, Marina Lutfi, chamado "Cinema na Música de Sérgio Ricardo", no qual uma banda ao vivo executava as trilhas sonoras do seu repertório junto à projeção das cenas sobre o palco. O DVD desse show teve lançamento em 2019, produzido por Cacumbu, Canal Brasil e Biscoito Fino. Em 2014, depois de 40 anos sem filmar, Sérgio voltou a dirigir o curta-metragem Pé Sem Chão, junto a jovens realizadores ligados ao Nós do Morro. Em 2017, rodou o longa-metragem "Bandeira de Retalhos", o qual foi lançado na internet. Em 2018, foi premiado pelo Festival Musimagem com o troféu Remo Usai pelo legado deixado aos compositores de trilhas sonoras. Em 2019, lançou o livro de poemas "Canção Calada", contendo 139 poemas escritos desde a década de 1980, e mais alguns desenhos pessoais. Em 2020, com apoio da Fundação Carlos Chagas Filho de Amparo à Pesquisa do Estado do Rio de Janeiro e do Instituto Itaú Cultural, teve início o projeto "Sérgio Ricardo Memória Viva", que consiste na manutenção do acervo e divulgação de sua obra artística. 
Ele foi infectado com COVID-19 e tornou-se negativo em maio de 2020, mas morreu sem receber alta em 23 de julho de 2020 no Rio de Janeiro, aos 88 anos, por decorrência de uma insuficiência cardíaca.

## Discografia
- Dançante nº 1 (1958)
- Não Gosto Mais de Mim / A Bossa Romântica de Sérgio Ricardo (1960)
- Depois do Amor (1961)
- Um SR. Talento (1963)
- Deus e o Diabo na Terra do Sol (1964)
- Esse Mundo é Meu (1964)
- A Grande Música de Sérgio Ricardo (1967)
- Arrebentação (1971)
- Sérgio Ricardo / com Piri, Fred, Cássio, Franklin e Paulinho Camafeu (1973)
- A Noite do Espantalho (1974)
- Sérgio Ricardo / MPB Espetacular (1975)
- Do Lago à Cachoeira (1979)
- Flicts (1980)
- Estória de João Joana (2000)
- Quando Menos se Espera (2001)
- Ponto de Partida (2008)
- Cinema na Música de Sérgio Ricardo (2019)

### Coletâneas
- Sérgio Ricardo / História da Música Popular Brasileira (1971)
- Sérgio Ricardo / Nova História da Música Popular Brasileira (1978)
- Vandré e Sérgio Ricardo / Juntos (1980)
- Sérgio Ricardo / A Música Brasileira deste século por seus autores e intérpretes (2001)

## Filmografia
- Menino da Calça Branca (curta-metragem / ator / diretor / compositor / roteirista) (1961)
- Esse Mundo É Meu (ator / diretor / compositor / roteirista) (1964)
- Juliana do Amor Perdido (diretor / compositor / roteirista) (1968)
- A Noite do Espantalho (diretor / compositor / roteirista) (1973)
- Pé Sem Chão (curta-metragem /diretor / compositor / roteirista) (2014)
- Bandeira de Retalhos (diretor / compositor / roteirista) (2018)

## Literatura
- Elo: Ela (poesias) (1982)
- O Elefante Adormecido (1989)
- Quem Quebrou meu Violão (1991)
- Canção Calada (poesias) (2019)